# Fabius (New York)
Fabius è un comune degli Stati Uniti d'America, situato nello Stato di New York, nella contea di Onondaga.